# شفق سرخ (روزنامه ۱۳۰۰)
شفق سرخ روزنامه‌ای در ایران بود که علی دشتی انتشار می‌داد. انتشار این روزنامه از ۱۱ اسفند ۱۳۰۰، در اواخر دورهٔ قاجار و اوایل پادشاهی رضاشاه آغاز شد و تا سال ۱۳۱۴ ادامه یافت. صاحب امتیازی و مدیریت مسئولی این روزنامه را علی دشتی و سردبیری آن را میرزا یدالله‌خان مایل تویسرکانی بر عهده داشتند.

## تاریخچه
نخستین شمارهٔ روزنامهٔ شفق سرخ در ۱۱ اسفند ۱۳۰۰ منتشر شد. علی دشتی مدیرمسئول شفق سرخ در آن زمان ۲۸ ساله بود. شفق سرخ در ابتدا سه شماره در هفته منتشر می‌شد، اما از آذر ۱۳۰۴ انتشار آن به صورت روزانه ادامه یافت. از نویسندگانی که با شفق سرخ همکاری می‌کردند می‌توان به افرادی مانند غلامرضا رشید یاسمی، سعید نفیسی و نصرالله فلسفی اشاره کرد که نویسندگی خود را به صورت رسمی با شفق سرخ آغاز کردند و بعدها چهره‌های نامداری شدند. به همین دلیل شفق سرخ را بیش از یک روزنامه و جریانی سیاسی، فکری و ادبی دانسته‌اند.
علی دشتی در سال ۱۳۵۲ از غلامرضا رشید یاسمی به عنوان مشوق و مؤید خود در تأسیس شفق سرخ و نیز نخستین همکاری خود در این روزنامه یاد کرد. رشید یاسمی از شمارهٔ نخست مسئولیت ستون نقد ادبی را بر عهده داشت. به گفتهٔ دشتی پس از مدتی سعید نفیسی و نویسندگان دیگری همچون نصرالله فلسفی، رضا هنری، مجتبی طباطبایی، رضا شهرزاد، محمود عرفان، محمد سعیدی، بدیع‌الزمان فروزانفر، سیداحمد صانی نجفی (بهترین مترجم رباعیات خیام به عربی)، لطفعلی صورتگر، احمدی بختیاری، میرزاآقاخان فریار، سیدفخرالدین شادمان، یحیی ریحان و ... نیز به شفق سرخ آمدند. عباس خلیلی به این محفل نام «اقمار سرخ» داده‌بود که محور آن غلامرضا رشید یاسمی گوران بود. فرج‌الله بهرامی، رئیس کابینه وزارت جنگ و منشی رضاخان نیز به صورت مخفیانه و با نام مستعار ف. برزگر در شفق سرخ می‌نوشت.

## شفق سرخ و انتقاد از رضاخان
شفق سرخ در شماره‌های آغازین می‌کوشید تا بدون آنکه به‌طور کامل در برابر رضاخان قرار گیرد، از وی انتقاد کند. با این حال نشریات رادیکال‌تری نیز در آن زمان مانند طوفان به مدیریت فرخی یزدی منتشر می‌شد که انتقادات تندتری به رضاشاه می‌کردند. در شمارهٔ ۱۰ شفق سرخ به تاریخ ۱۶ حمل ۱۳۰۱ آمده‌است:
«آقای سردارسپه، بخوانید و به‌دقت هم بخوانید زیرا از وقتی که متصدی وزارت جنگ شده‌اید کمتر این‌گونه کلمات به مسامع شما رسیده‌است… آقای سردارسپه، آن روزی که مدیر ستاره ایران را به امر شما شلاق زدند یک نفر به شما نگفت که این رفتار در خاطره عموم ملت چقدر اثر سوء بخشیده است. آن روزی که مدیر ایران آزاد به حکم شما تبعید شد کسی این‌قدر در راه دوستی شما فداکاری نداشت که از اصدار این حکمی که به قلوب عناصر آزادیخواه یک صدمه غلیظی می‌زد، جلوگیری نماید… در مملکتی که آزادی را به قیمت خونهای مقدسی به دست آورده و حکومت را از محمدعلی میرزا و درباریان و وزرا گرفته به قانون داده‌اند، آیا قضاوت در مندرجات جراید از وظایف یک نفر نظامی به‌کلی خارج نیست؟ آقای سردارسپه، من یک قلم بیش‌تر ندارم و آن را هم حکومت نظامی شما می‌تواند در هم بشکند، و حالت روحیه‌ام نیز برای تحصن در هیچ جا و تشبث به هیچ بیگانه‌ای حاضر نیست؛ ولی، مع‌ذلک، چون نمی‌خواهم سرنوشتهایی نظیر اسلاف شما منتظر شما بوده باشد، این حقیقت خالی از آلایش را می‌گویم… شما برای اجرای نیات خود و برای توسعه قوای نظامی و عظمت‌دادن ایران باید نه تنها مطابق قانون و اصول حکومت ملی ایران رفتار کنید، بلکه دست به دست آزادیخواهان داده بنای استبداد و مفاسد موجوده اجتماعی را متزلزل کرده برای کلیه مظاهر اجتماعی خود یک طرح تازه و جدیدی بریزید…»

## شفق سرخ و حمایت از رضاخان
با وجود این انتقادات، شفق سرخ پس از مدتی به حامی رضاخان و نیز الگوی کمالیستی رژیم ترکیه تبدیل شد. در اثنای ادعای رضاخان مبنی بر اعلام جمهوریت در ایران به تأسی از آتاتورک، دشتی و روزنامهٔ شفق سرخ به حمایت کامل از رضاخان و ایدهٔ تأسیس جمهوری ایران پرداختند. ملک‌الشعرای بهار در منظومهٔ جمهوری‌نامه نام دشتی را در کنار میرزاکریم‌خان رشتی و سیدمحمد تدین، به عنوان یکی از گردانندگان اصلی ماجرای جمهوریت آورد:
| چو جمهوری شود آقای دشتی   |  | علمدارش بود شیطان رشتی    |
| تدین آن سفید کهنه مشتی    |  | نشیند عصرها در توی هشتی   |
| کند کور و کچل‌ها را خبردار |  | ز حلاج و ز رواس و ز سمسار |

دریغ از راه دور و رنج بسیار
در جریان این ماجرا دشتی به عنوان فعال‌ترین و متنفذترین روزنامه‌نگار مدافع رضاخان شناخته می‌شد و این سبب ایجاد دیدارهای خصوصی زیادی بین وی و رضاخان شد. در فروردین ۱۳۰۳، زمانی که رضاخان از سوی احمدشاه، شاه در تبعید ایران از ریاست دولت عزل شد و در ۱۸ فروردین ۱۳۰۳ از تمام مناصب خود استعفا داد و به املاک خود در رودهن رفت و اعلام کرد که قصد خروج از ایران را دارد، شفق سرخ تیتر زد: «پدر وطن رفت.»

## محمد مسعود در شفق سرخ
محمد مسعود نیز از سال ۱۳۱۱ تا ۱۳۱۴ با شفق سرخ همکاری می‌کرد. نخستین کتاب مسعود به نام تفریحات شب ابتدا به صورت پاورقی روزانه در روزنامه شفق سرخ منتشر شد و مورد تحسین و استقبال قرار گرفت.

## توقیف
انتشار روزنامهٔ شفق سرخ تا سال ۱۳۱۴ ادامه پیدا کرد و یک روز پس از انقضای وکالت مجلس علی دشتی، لغو امتیاز گردیده و خود علی دشتی نیز به سبب انتقادهایش در مطبوعات، بازداشت شده و ۱۴ ماه را در زندان به سر برد.